# Championnat du monde Red Bull de course aérienne

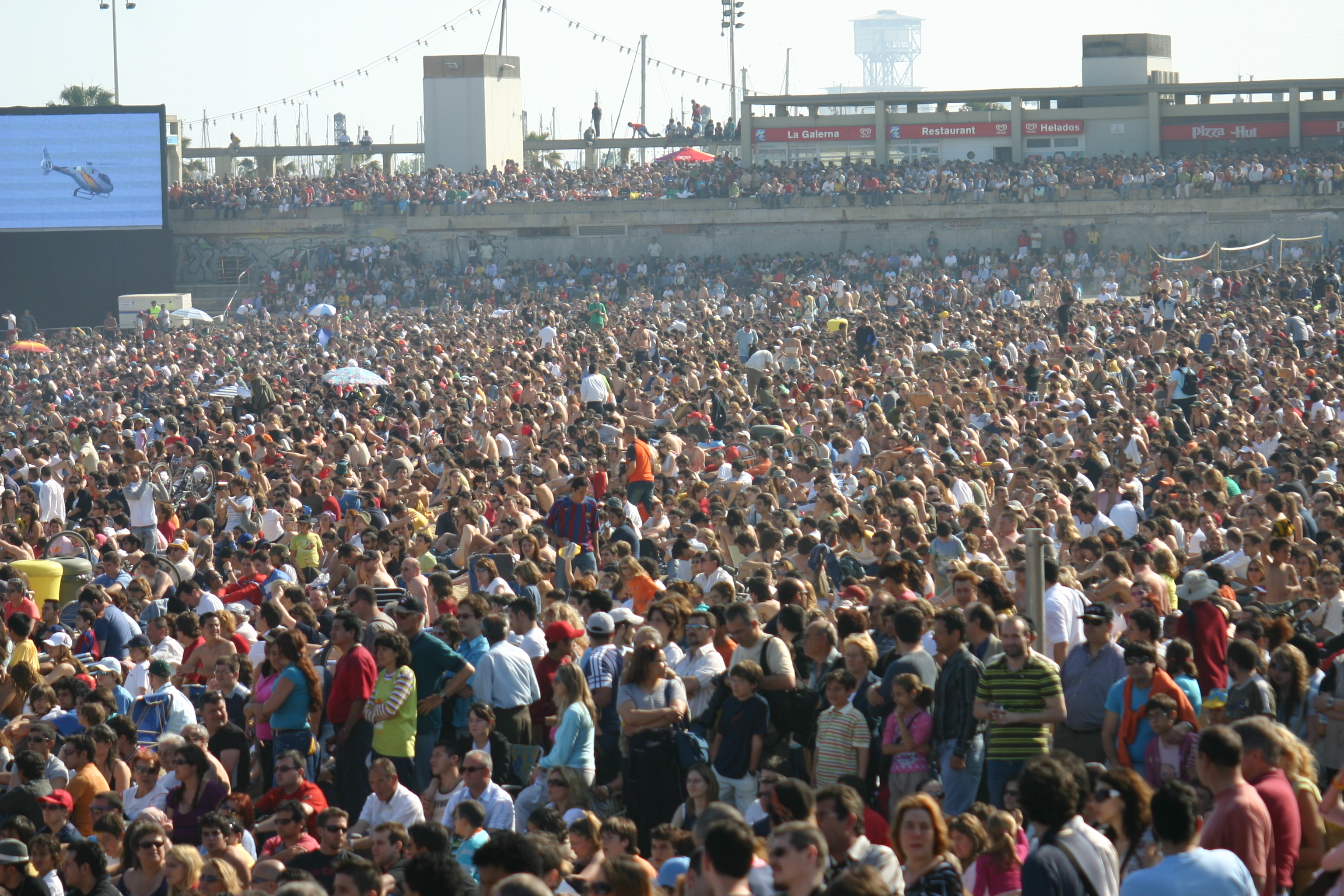
Public assistant à la course de Barcelone en 2006.

Le Championnat du monde Red Bull de course aérienne  (Red Bull Air Race World Series entre 2005 et 2008, Red Bull Air Race World Championship depuis 2009, en anglais) est un championnat international de course aérienne parrainé par la Fédération aéronautique internationale mais organisé et géré par Red Bull. La compétition consiste en des slaloms aériens, matérialisés par des plots en tissu gonflés d'air, que les pilotes parcourent à basse altitude en contre-la-montre. Les appareils sont des avions de voltige monomoteurs, principalement l'Edge 540 et le MXS-R. Les épreuves se déroulent généralement au-dessus de plans d'eau à proximité des grandes villes mais aussi sur des aérodromes ou des sites naturels. Elles attirent de grandes foules et sont accompagnées de spectacles aériens et diffusées dans le monde entier.
Les premières courses aériennes organisées par Red Bull eurent lieu en 2003 et 2004 mais le Championnat du monde ne fut créé qu'en 2005 et remporté pour la première fois par Mike Mangold. Les éditions 2006, 2007 et 2008 furent respectivement remportées par Kirby Chambliss, Mike Mangold et Hannes Arch. À chaque course, les concurrents marquent un nombre de points déterminé par leur position d'arrivée. En 2009, la distribution est de douze points pour le vainqueur, dix points pour le deuxième, neuf points pour le troisième et ainsi de suite jusqu'au onzième. Le pilote qui totalise le plus de points en fin de saison est sacré champion.

## Histoire

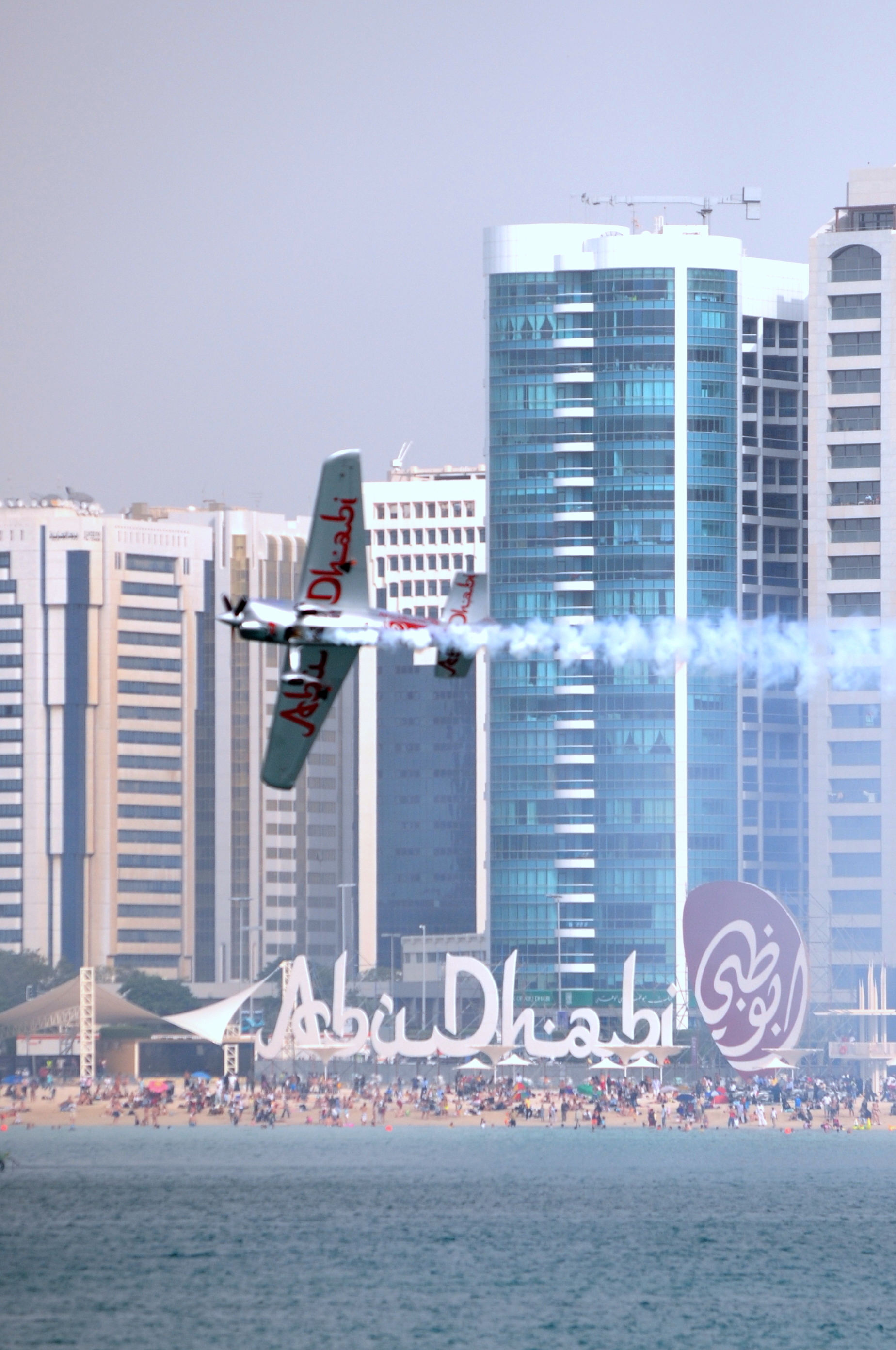
Durant l'épreuve des Emirats Arabes Unis, à Abu Dhabi, le 18 avril 2009.

L'idée d'une compétition internationale de course aérienne fut lancée en 2001 par le groupe de réflexion sportif de Red Bull qui était déjà à l'origine de plusieurs manifestations sportives à travers le monde. L'objectif était de créer une toute nouvelle course aéronautique qui ferait se défier les meilleurs pilotes au monde. Pour cela, Red Bull conçut un projet de parcours aérien pour permettre aux pilotes de slalomer à haute vitesse. La construction des plots gonflés d'air débuta en 2002 et le système fut testé avec succès la même année par le pilote hongrois Péter Besenyei qui effectua un premier vol d'essai. Après deux années de planification et développement, la première course aérienne Red Bull eut lieu en 2003 à Zeltweg en Autriche suivie la même année d'une deuxième près de Budapest en Hongrie.
En 2004, trois courses eurent lieu, à Kemble en Angleterre, Budapest, et Reno aux États-Unis. Le championnat du monde fut créé en 2005 et disputé par dix pilotes lors de sept épreuves. Mike Mangold devint le premier champion de la discipline avec Peter Besenyei et Kirby Chambliss respectivement deuxième et troisième. 2007 fut l'année de la première course sur le sol sud-américain à Rio de Janeiro au Brésil. Lors du championnat 2009, quinze pilotes sont engagés pour six épreuves.
Après cinq ans de championnats, la société décide de faire une pause d'un an pour plusieurs raisons[précision nécessaire], reconduit par la suite sans date de retour. Le 19 juillet 2012, Red Bull Air Race Gmbh annonce, via son site internet, le retour du championnat en 2014 avec un concept totalement remanié.

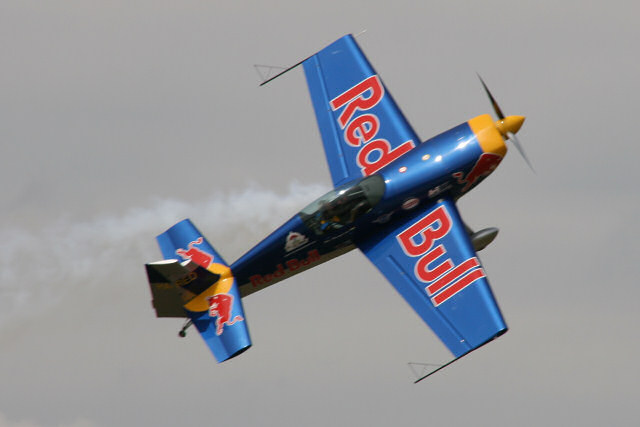
Extra 300S - Peter Besenyei

## Accidents
- En 2007, Steve Jones percute la base d'un pylône, ce qui endommage le carénage de roue gauche.
- En 2009, Peter Besenyei atterrit dans un champ, provocant une dégradation importante de l'appareil, après avoir perdu la pression moteur. Il sort indemne de cet accident.
- En 2010, Adilson Kindlemann décroche à la sortie de la chicane et son avion plonge vers la mer. Son avion a été détruit, il en sort indemne mais ne participera plus à aucune course jusqu’à la fin du championnat.
- Cette même année, Matt Hall décroche dans un virage et réussit à reprendre le contrôle. L'avion est endommagé à l'aileron droit ainsi que sur les carénages de roues.

## Organisation
Pendant les premières saisons 2005 et 2006, les pilotes disputaient deux tours de qualifications qui déterminaient la grille de départ, le plus rapide étant positionné en dernière position. La course se disputait également en deux sessions et le temps combiné des deux passages déterminait le vainqueur. À partir de la saison 2007, la compétition fut réorganisée sur des formats de barrages, demi-finales et finales.
Le système a été revu en 2009, on assiste donc au Wildcard puis le Top 12 puis le Semi 8 et le Final 4. Un point est distribué au plus rapide pendant les qualifications.
Depuis 2014, on assiste au "Round of 14" puis le "Round of 8", qui oppose le plus rapide au plus lent, et le Final 4 selon le temps de course.

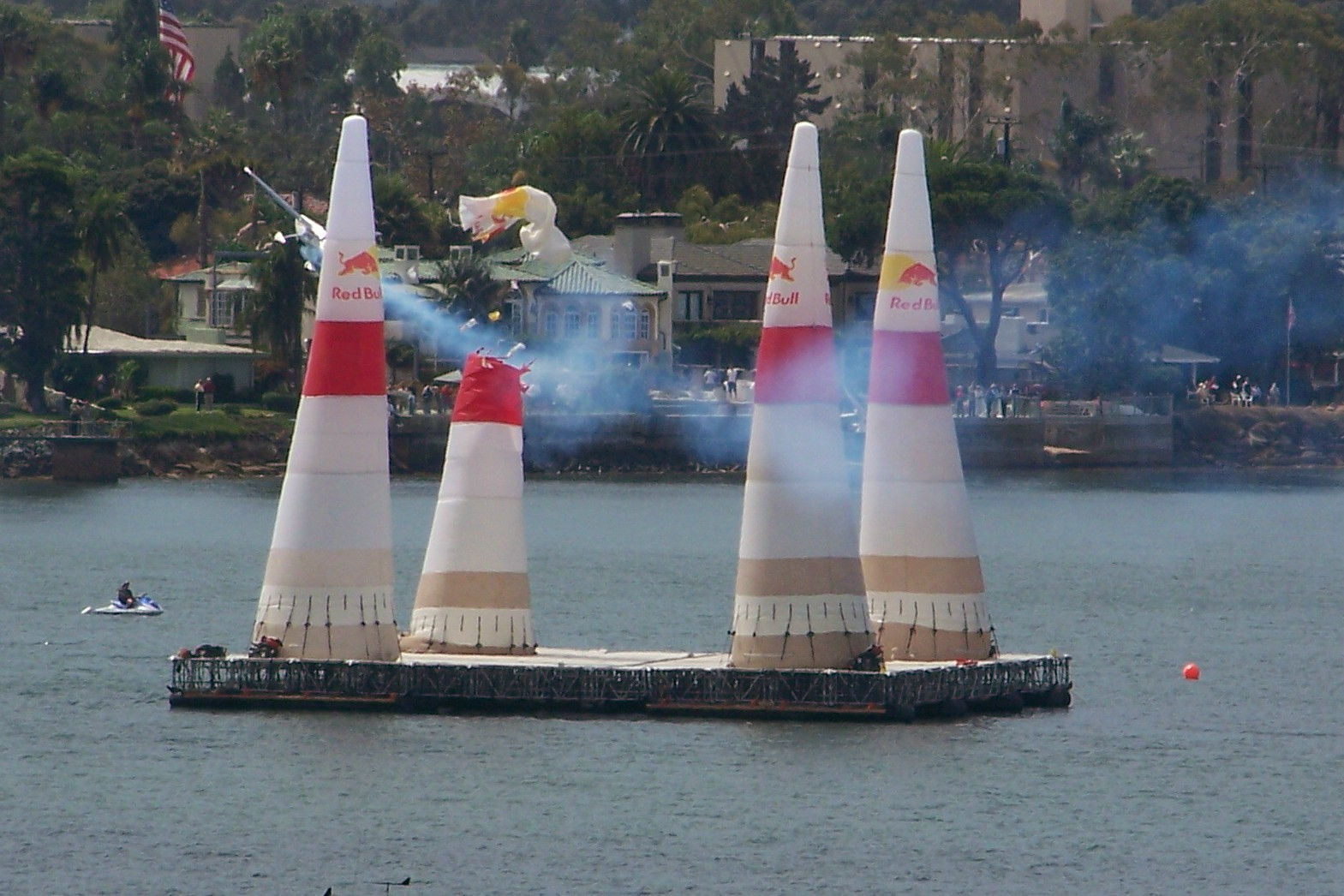
Un plot du Quadro est sectionné par l'aile d'un appareil. Pénalité pour le pilote.

### Réglementation

#### 2008
Pour cette édition 2008, le 1er jour de compétition est consacré au premier entrainement libre, le 2e jour au second entrainement libre qui détermine l'ordre de passage des avions lors des qualifications. Le 3e jour est consacré aux essais qualificatifs qui permettent aux 8 pilotes les plus rapides de rejoindre le Super 8 le jour de la course. Tous les entrainements, y compris les qualifications, se déroulent en deux sessions. Seul le meilleur temps des deux sessions est retenu.
Le 4e jour de la course, les 4 derniers se disputent pour récolter 1 point ; Les 8 promus se disputent le Super 8 qui envoie les 4 pilotes les plus rapides en Semi Final, avant dernière manche de la course. Les 2 meilleurs pilotes se disputent pour la Final tandis que les 2 autres disputent la 3rd Place Fly-Off.

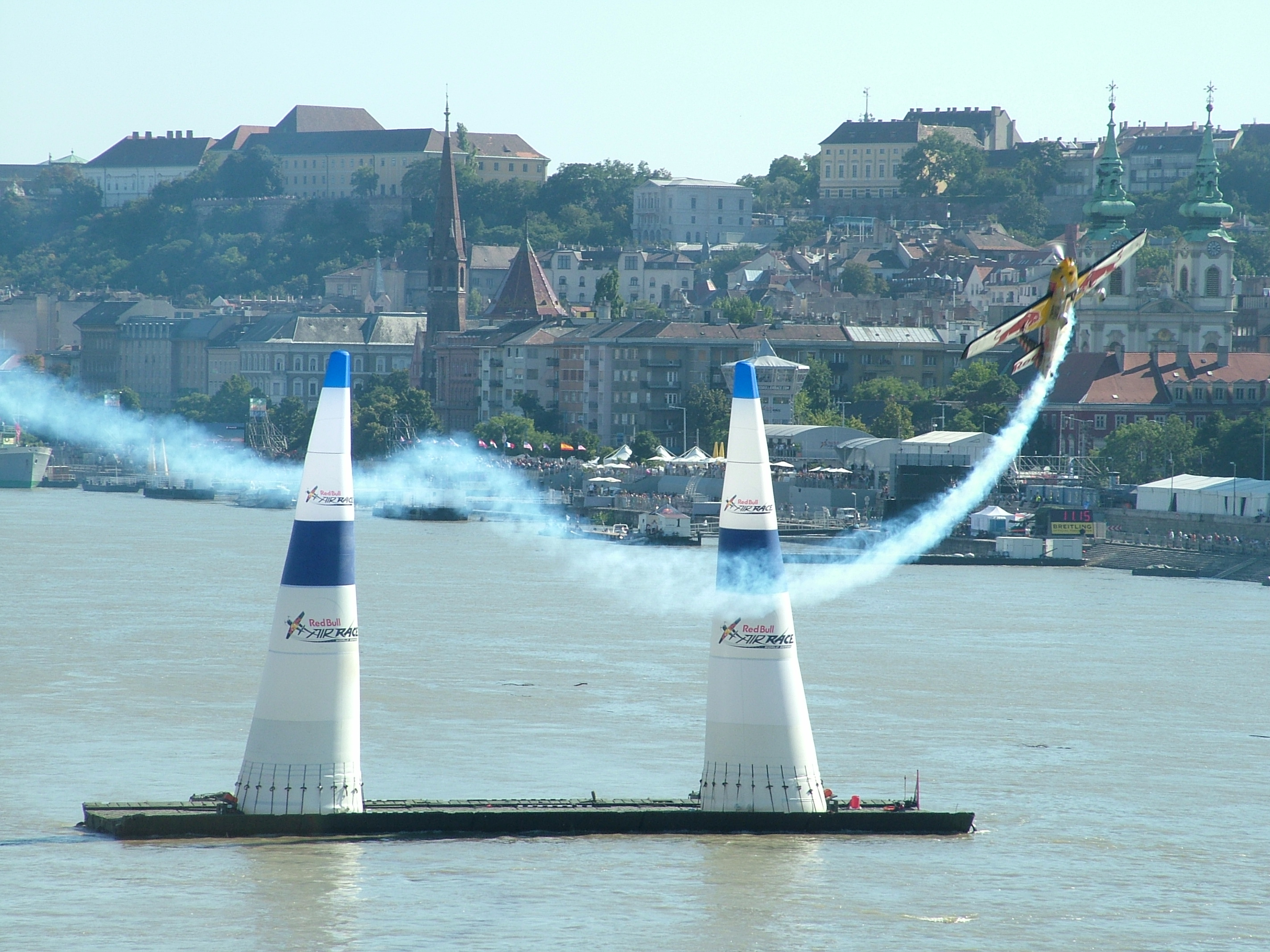
Course de Budapest en 2008.

#### 2009 & 2010
Les pilotes doivent boucler un tour de circuit en traversant les portes aériennes selon un ordre prédéterminé. Tout manquement à cette règle entraîne des pénalités en secondes qui sont ajoutées au temps de course. Si le pilote percute un plot, il reçoit une pénalité de six secondes qui est souvent synonyme de disqualification. S'il dépasse l'altitude autorisée, qui est de 500 pieds, il reçoit une pénalité de deux secondes qui a moins d'impact. Les autres pénalités sont : deux secondes si l'avion n'est pas à la verticale (seulement pour les portes rouges), deux secondes s'il n'est pas horizontal (seulement pour les portes bleues), disqualification si le pilote dépasse les 370 km/h, disqualification s'il tire plus de 12G et disqualification s'il vole en dessous de la bande de couleur.

#### 2014
- Tous les concurrents ont le même moteur six cylindres Lycoming Thunderbolt AEIO-540-EXP[3], les mêmes hélices tripales Hartzell[4] et le même échappement. Les avions ont ainsi des performances semblables.
- Les pylônes sont faits d’un matériel en nylon léger, de même type que les voiles des bateaux, les rendant extrêmement facile à éclater s’ils venaient à être coupés par les ailes des avions.
- La hauteur des pylônes a elle aussi été augmentée passant de 20 à 25 mètres afin que les pilotes aient une plus grande amplitude de passage.
- Une pénalité de deux secondes s'il heurte un pylône.
- Disqualification du pilote s'il dépasse les 10G contre 12G en 2010.

## Avions
Tous les pilotes utilisent des appareils de voltige haute performance comme l'Edge 540 et le MXS-R, qui sont tous équipés de moteurs Lycoming. Les pilotes ont développé des versions améliorées de leur appareil pour de meilleures performances. Toutefois, contrairement à d'autres sports mécaniques, les normes de sécurité présentes en sport aérien imposent un strict contrôle des modifications qui n'ont finalement qu'une portée limitée.
Les appareils reçoivent de nouvelles modifications.
En 2010, le nouvel Edge 540 v3 fait son entrée dans la course avec Hannes Arch à Abu Dhabi et Matthias Dolderer à New York city.
Le Corvus Racer 540 fait une entrée spectaculaire à Windsor, Ontario avec Peter Besenyei et sort du circuit à Rovinj, Croatie en 2015.

## Portes aériennes
Les portes aériennes sont formées de un, deux, ou quatre plots gonflables mesurant approximativement 20 mètres et qui sont espacés de 10 à 15 mètres. Le premier prototype fut conçu par l'ingénieur Martin Jehart de la société autrichienne Bellutti Protection Systems spécialisée dans la fabrication de matériaux techniques et de bâches. Des ballons en latex servirent pour les premiers crash-tests et études aérodynamiques, mais après de nombreux essais il fut décidé d'utiliser une combinaison de différents matériaux, l'élément essentiel étant du nylon ripstop de spinnaker, un matériau très léger et flexible utilisé pour la fabrication des voiles de bateaux. Ce choix s'avéra être une grande avancée dans le développement des portes aériennes puisque les plots se déchiraient instantanément après avoir été frappés par un avion. Plus de 70 essais de déchirement de plots furent menés au sol à l'aide d'une voiture équipée d'une aile sanglée sur le toit. Au total huit voitures différentes furent utilisées ainsi qu'une remorque et un camion. Le pilote hongrois Peter Besenyei travailla en étroite collaboration avec l'équipe et déchira un plot pour la première fois avec un avion début 2003. Les premières portes aériennes étaient cylindriques et furent utilisées lors des deux premières courses aériennes Red Bull disputées la même année en Autriche et en Hongrie.
Les portes aériennes jouent un rôle vital et doivent répondre à des attentes complexes et contradictoires. Elles doivent être assez délicates pour éclater à l'instant où elles sont touchées par un avion mais suffisamment solides pour rester immobiles sous toutes conditions météorologiques, incluant les tempêtes et les vents forts. Les premiers plots cylindriques remplirent le premier critère mais se révélèrent trop instables sous le vent.
La réponse est venue en 2004 avec la conception de plots de forme conique d'un diamètre de 5 m à la base et 75 cm au sommet. À l'intérieur des plots, la pression de l'air est élevée et surveillée en permanence ; elle est maintenue grâce à des pompes électriques et à essence, ce qui permet de garder le plot stable, même sous conditions venteuses. Au fil des ans, la conception des plots s'est améliorée : après la course d'Abou Dabi de 2008, les portes ont reçu une nouvelle bande de couleur située en haut du plot, et en 2009 elles peuvent supporter des vitesses de vent allant jusqu'à 60 km/h sans être renversées. Leur stabilité est renforcée par la présence de douze attaches au sol, chacune permettant de retenir 1200 kilos. Pour les courses au-dessus de l'eau, les portes aériennes sont fixées à une barge flottante qui est stabilisée par plusieurs ancres de part et d'autre de celle-ci.
Contrairement aux premiers modèles, les plots actuels sont composés de six sections attachées ensemble par des fermetures à glissière et du Velcro permettant un remplacement rapide en cas d'endommagement par un avion. Avant mai 2008, les compétitions avaient épuisé plus de huit tonnes de tissu dans la confection des plots, qui ont une espérance de vie moyenne de quinze courses. Trente-cinq plots sont transportés à chaque course ; celle-ci finie, les plots endommagés sont acheminés à Innsbruck en Autriche pour être réparés.
Si le pylône est frappé par un avion, il est conçu pour se rompre immédiatement, afin de ne pas nuire à l'avion et à son pilote. Les parties du pylône endommagé sont remplacées généralement en quelques minutes par du personnel que l'on surnomme les air gators (« barriéristes aériens » en français). Le record pour le remplacement d'un pylône a été réalisé en 2007 et s'élève à 90 secondes chrono.

### 2014
Pour la saison 2014, la hauteur a été augmentée à 25 mètres (82 pieds), et la forme a été modifiée pour donner aux pylônes un bord intérieur droit, la création d'une fenêtre de vol rectangulaire entre les deux pylônes est parfaite.

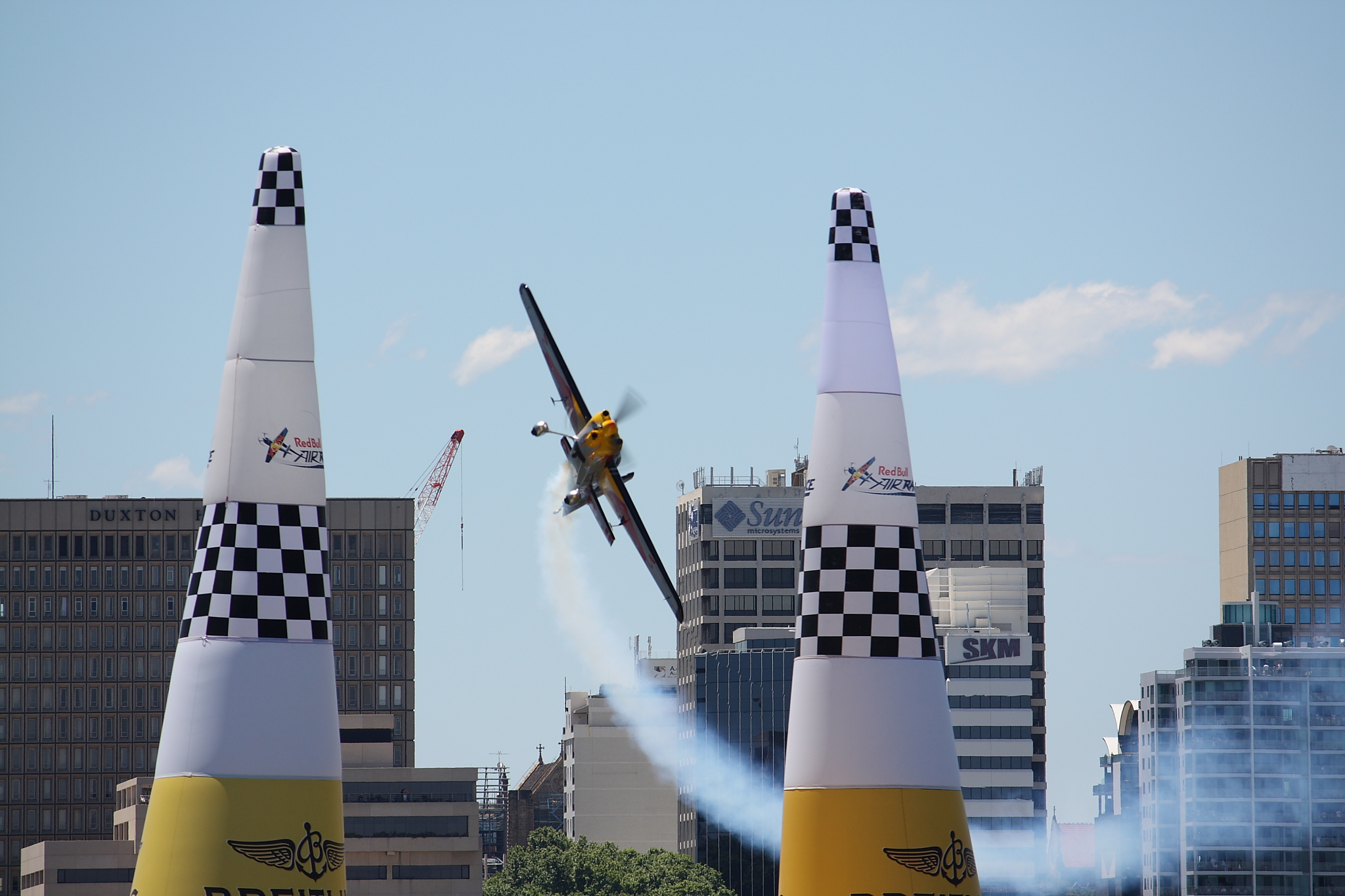
Kirby Chambliss passant la ligne d'arrivée à Perth en 2008.

## Palmarès
| Saison                         | Champion          | Vice-champion             | 3e place         |
| ------------------------------ | ----------------- | ------------------------- | ---------------- |
| 2003                           | Peter Besenyei    | Klaus Schrodt             | Kirby Chambliss  |
| 2004                           | Kirby Chambliss   | Peter Besenyei            | Steve Jones      |
| 2005                           | Mike Mangold      | Peter Besenyei            | Kirby Chambliss  |
| 2006                           | Kirby Chambliss   | Peter Besenyei            | Mike Mangold     |
| 2007                           | Mike Mangold      | Paul Bonhomme             | Peter Besenyei   |
| 2008                           | Hannes Arch       | Paul Bonhomme             | Kirby Chambliss  |
| 2009                           | Paul Bonhomme     | Hannes Arch               | Matt Hall        |
| 2010                           | Paul Bonhomme     | Hannes Arch               | Nigel Lamb       |
| 2011–2013 : Pas de championnat |                   |                           |                  |
| 2014                           | Nigel Lamb        | Hannes Arch               | Paul Bonhomme    |
| 2015                           | Paul Bonhomme     | [[Matt Hall\|]] Matt Hall | Hannes Arch      |
| 2016                           | Matthias Dolderer | Matt Hall                 | Hannes Arch      |
| 2017                           | Yoshi Muroya      | Martin Šonka              | Pete McLeod (en) |
| 2018                           | Martin Šonka      | Matt Hall                 | Michael Goulian  |
| 2019                           | Matt Hall         | Yoshi Muroya              | Martin Šonka     |

À noter que les Séries 2003 et 2004 n'étaient pas encore « Championnat du monde ».

## Circuits
| Pays                | Ville                          | Épreuve | Épreuve | Épreuve | Épreuve | Épreuve | Épreuve | Épreuve | Épreuve | Épreuve | Épreuve | Épreuve | Épreuve | Épreuve | Épreuve |
| ------------------- | ------------------------------ | ------- | ------- | ------- | ------- | ------- | ------- | ------- | ------- | ------- | ------- | ------- | ------- | ------- | ------- |
| Pays                | Ville                          | 2003    | 2004    | 2005    | 2006    | 2007    | 2008    | 2009    | 2010    | 2014    | 2015    | 2016    | 2017    | 2018    | 2019    |
| Allemagne           | Berlin                         |         |         |         | 3e      |         |         |         |         |         |         |         |         |         |         |
| Allemagne           | EuroSpeedway Lausitz           |         |         |         |         |         |         |         | 6e      |         |         | 6e      | 7e      |         |         |
| Arabie Saoudite     | -                              |         |         |         |         |         |         |         |         |         |         |         |         |         | 8e      |
| Australie           | Swan - Perth                   |         |         |         | 9e      | 12e     | 9e      |         | 2e      |         |         |         |         |         |         |
| Autriche            | Zeltweg                        | 1er     |         | 3e      |         |         |         |         |         |         |         |         |         |         |         |
| Autriche            | Spielberg                      |         |         |         |         |         |         |         |         | 8e      | 6e      | 2e      |         |         |         |
| Autriche            | Wiener Neustadt                |         |         |         |         |         |         |         |         |         |         |         |         | 6e      |         |
| Brésil              | Rio de Janeiro                 |         |         |         |         | 2e      |         |         | 3e      |         |         |         |         |         |         |
| Canada              | Windsor - Ontario              |         |         |         |         |         |         | 3e      | 4e      |         |         |         |         |         |         |
| Croatie             | Rovinj                         |         |         |         |         |         |         |         |         | 2e      | 3e      |         |         |         |         |
| Émirats arabes unis | Port Zayed - Abu Dhabi         |         |         | 1er     | 1er     | 1er     | 1er     | 1er     | 1er     | 1er     | 1er     | 1er     | 1er     | 1er     | 1er     |
| Espagne             | Barcelone                      |         |         |         | 2e      | 5e      |         | 6e      |         |         |         |         |         |         |         |
| États-Unis          | Reno - Nevada                  |         | 3e      |         |         |         |         |         |         |         |         |         |         |         |         |
| États-Unis          | San Francisco - Californie     |         |         | 7e      | 8e      |         |         |         |         |         |         |         |         |         |         |
| États-Unis          | Monument Valley - Arizona/Utah |         |         |         |         | 3e      |         |         |         |         |         |         |         |         |         |
| États-Unis          | San Diego - Californie         |         |         |         |         | 10e     | 2e      | 2e      |         |         |         |         | 2e      |         |         |
| États-Unis          | Détroit - Michigan             |         |         |         |         |         | 3e      |         |         |         |         |         |         |         |         |
| États-Unis          | New York - New York            |         |         |         |         |         |         |         | 5e      |         |         |         |         |         |         |
| États-Unis          | Fort Worth - Texas             |         |         |         |         |         |         |         |         | 6e      | 7e      |         |         | 8e      |         |
| États-Unis          | Las Vegas - Nevada             |         |         |         |         |         |         |         |         | 7e      | 8e      | 8e      |         |         |         |
| États-Unis          | Indianapolis - Indiana         |         |         |         |         |         |         |         |         |         |         | 7e      | 8e      | 7e      | 7e      |
| France              | Cannes                         |         |         |         |         |         |         |         |         |         |         |         |         | 2e      |         |
| Hongrie             | Budapest                       | 2e      | 2e      | 6e      | 6e      | 8e      | 7e      | 4e      | 7e      |         | 4e      | 4e      | 4e      | 4e      |         |
| Hongrie             | Zamárdi                        |         |         |         |         |         |         |         |         |         |         |         |         |         | 4e      |
| Irlande             | Rock of Cashel                 |         |         | 4e      |         |         |         |         |         |         |         |         |         |         |         |
| Japon               | Chiba                          |         |         |         |         |         |         |         |         |         | 2e      | 3e      | 3e      | 3e      | 5e      |
| Malaisie            | Putrajaya                      |         |         |         |         |         |         |         |         | 3e      |         |         |         |         |         |
| Pays-Bas            | Rotterdam                      |         |         | 2e      |         |         | 5e      |         |         |         |         |         |         |         |         |
| Pologne             | Gdynia                         |         |         |         |         |         |         |         |         | 4e      |         |         |         |         |         |
| Portugal            | Porto                          |         |         |         |         | 9e      | 8e      | 5e      |         |         |         |         | 6e      |         |         |
| Portugal            | Lisbonne                       |         |         |         |         |         |         |         | 8e      |         |         |         |         |         |         |
| Royaume-Uni         | Kemble                         |         | 1er     |         |         |         |         |         |         |         |         |         |         |         |         |
| Royaume-Uni         | Longleat                       |         |         | 5e      | 7e      |         |         |         |         |         |         |         |         |         |         |
| Royaume-Uni         | Londres                        |         |         |         |         | 7e      | 6e      |         |         |         |         |         |         |         |         |
| Royaume-Uni         | Ascot                          |         |         |         |         |         |         |         |         | 5e      | 5e      | 5e      |         |         |         |
| Russie              | Saint-Pétersbourg              |         |         |         | 4e      |         |         |         |         |         |         |         |         |         |         |
| Russie              | Sotchi                         |         |         |         |         |         |         |         |         |         |         |         |         |         |         |
| Russie              | Kazan                          |         |         |         |         |         |         |         |         |         |         |         | 5e      | 5e      | 2e      |
| Suisse              | Interlaken - Berne             |         |         |         |         | 6e      |         |         |         |         |         |         |         |         |         |
| Turquie             | Istanbul                       |         |         |         | 5e      | 4e      |         |         |         |         |         |         |         |         |         |

| Terminologie            |
| Course annulée          |
| 1re course de la saison |

## Pilotes

### Péter Besenyei

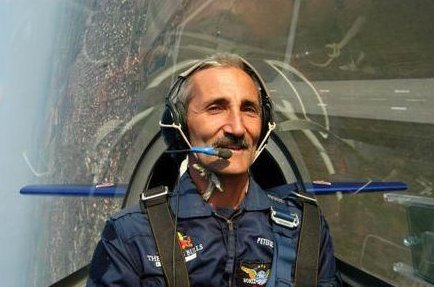
Péter Besenyei

Péter Besenyei est le premier champion de l'histoire du Red Bull Air Race. Il participe à l'organisation des toutes premières courses. On le surnomme d’ailleurs « Le Parrain ». Après dix saisons, soit en 2015, il annonce officiellement sa retraite.

### Kirby Chambliss

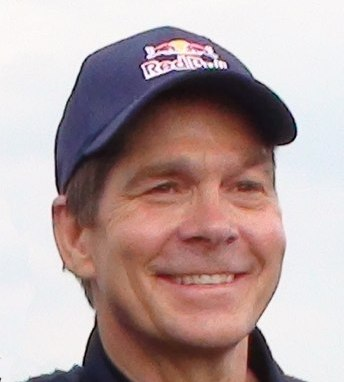
Kirby Chambliss

Kirby Chambliss prend part aux Red Bull Air Race dès la première édition, qu'il termine d'ailleurs troisième. Les trois années suivantes, il termine premier, troisième et puis une deuxième fois champion. Il sera toujours en quête d'un troisième titre de champion en 2017.

### Paul Bonhomme

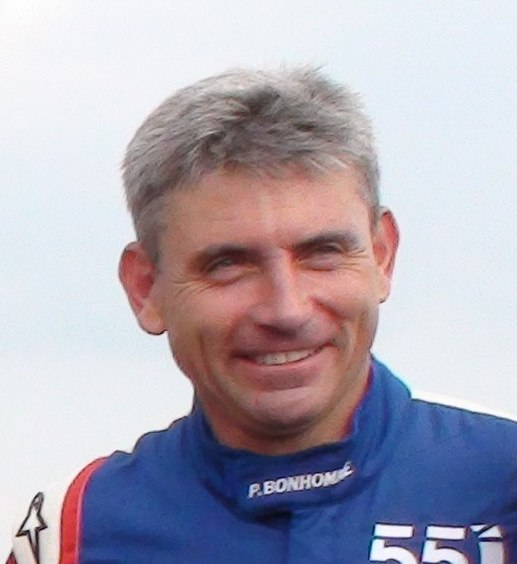
Paul Bonhomme

Paul Bonhomme fait partie du championnat dès le tout début, mais il n’atteint le podium qu'en 2007 avec une deuxième place. Il répète son exploit en 2008 et remporte les éditions de 2009 et 2010. En 2014 il termine troisième. Finalement, en 2015 il remporte le championnat et décide de terminer sa carrière dans la gloire.

### Hannes Arch

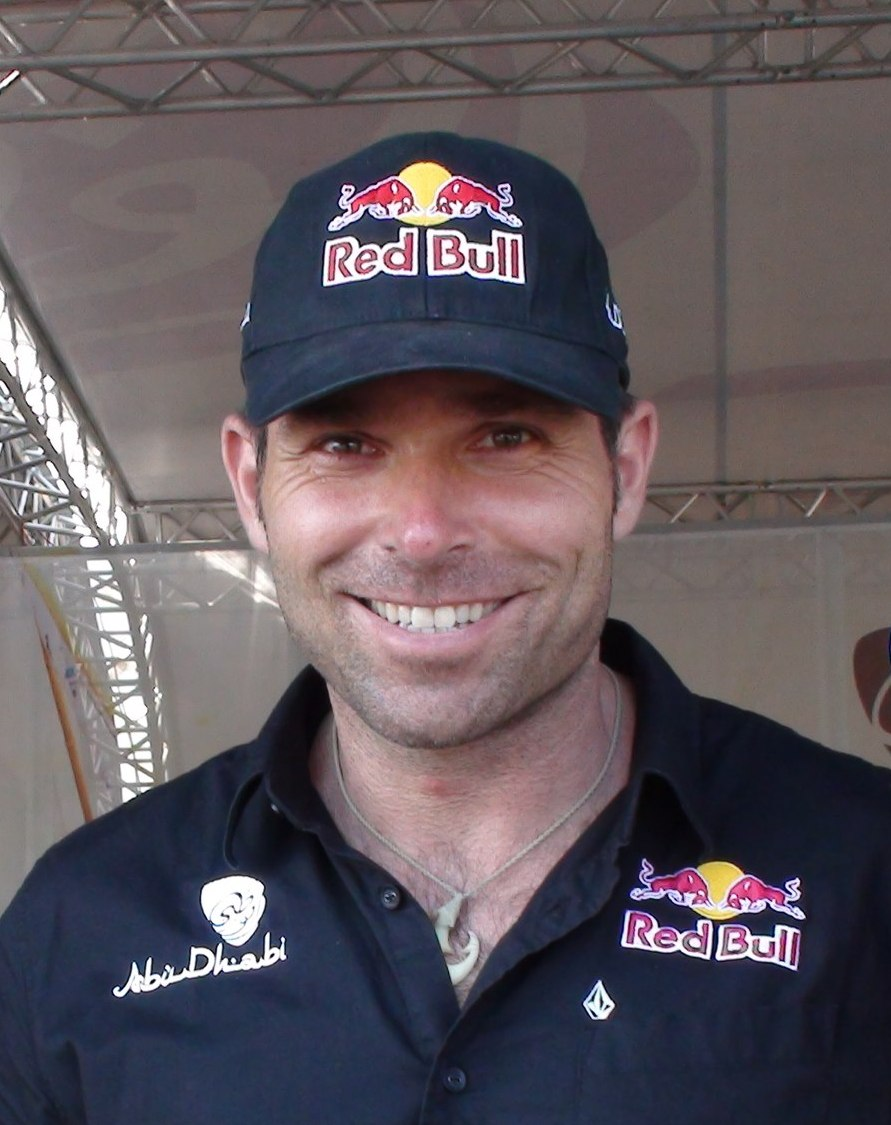
Hannes Arch

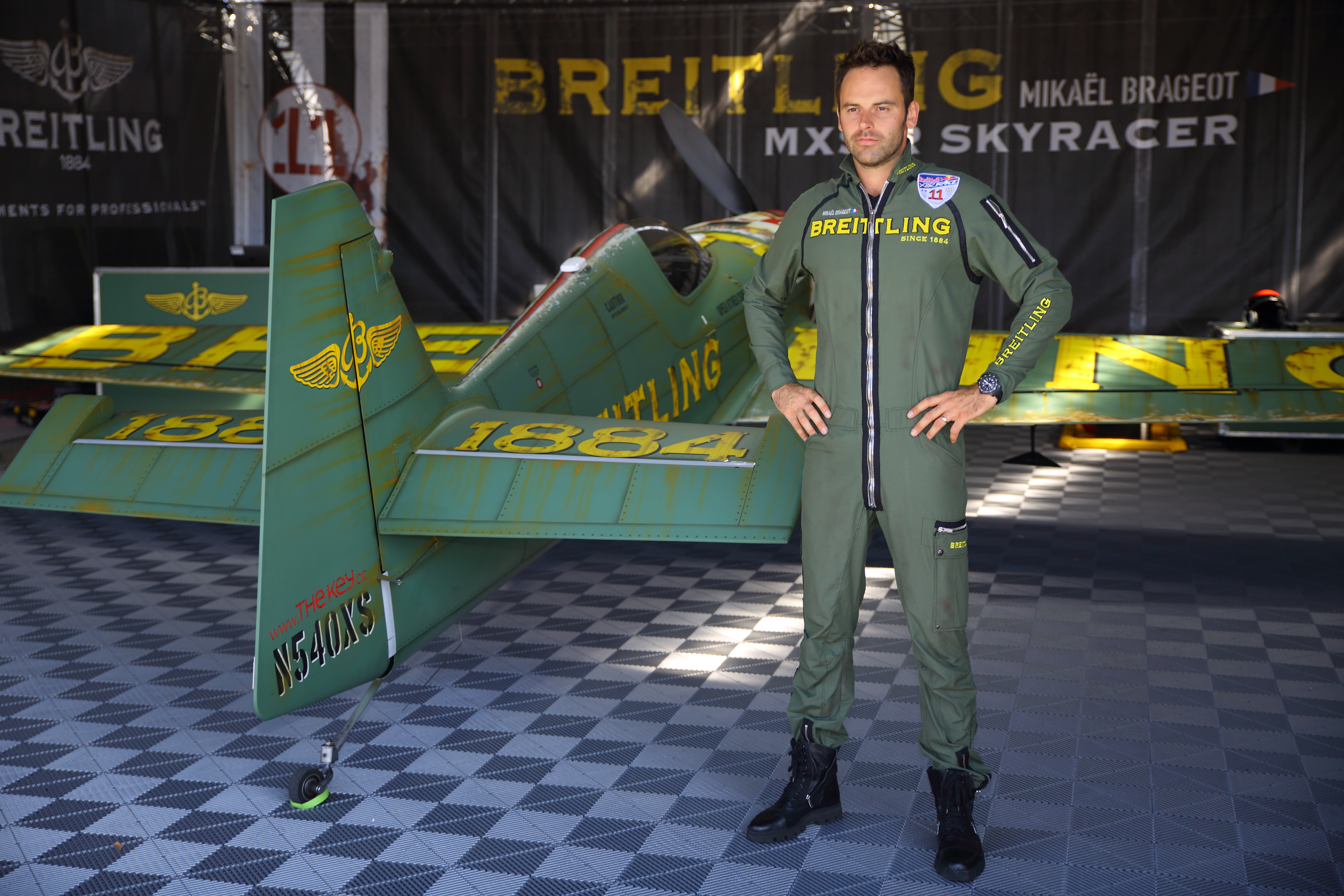
Mikaël Brageot

Hannes Arch, avant de devenir pilote, était directeur de course. Il passe sa licence en 2006 et rejoint la compétition en 2007. En 2008, un an après son arrivée, il devient le 1er pilote non américain à gagner le titre de champion du monde. Il se classera 2e en 2009, 2010 et 2014 puis 3e en 2015 et 2016. Il décède dans un accident d'hélicoptère quelques jours après la course sur le EuroSpeedway Lausitz.

### Mikaël Brageot
Champion de voltige français, Mikaël Brageot rejoint la compétition en Challenger Cup en 2014. Après avoir remporté la Challenger Cup en 2015, il est le premier à suivre le Programme d'accompagnement Master en 2016, avant de reprendre l'écurie de Nigel Lamb pour la saison 2017.

## Culture
Le championnat est présent dans plusieurs jeux vidéo et possède un espace réservé sur le PlayStation Home.